# Núr Pahlaví
Núr Pahlaví (* 3. dubna 1992 Washington, D.C.) je americká modelka a realitní podnikatelka. Je nejstarší dcerou Rezy Pahlavího, korunního prince Íránu a Yasmine Etemad-Amini. Narodila se v exilu poté, co její rodina opustila Írán po íránské islámské revoluci.

## Život
Narodila se v roce 1992 ve Washingtonu D. C. korunnímu princi Rezovi Pahlavi a jeho manželce Yasmine. Byla prvním členem dynastie, který se narodil mimo Írán. Její otec je posledním dědicem íránského trůnu a v současnosti je i hlavou dynastie. Její prarodiče Muhammad Rezá Pahlaví a Farah Pahlaví byli posledním císařem a císařovnou Íránu. Má dvě mladší sestry, princeznu Iman a Farah. Navštěvovala školu Bullis v Potomac v Marylandu, kde odmaturovala v roce 2010. V roce 2014 dokončila studium na univerzitě v Georgetownu. Je bakalářkou umění a psychologie.